# Saint Amant (Louisiana)
Saint Amant oder St. Amant ist eine Unincorporated Community im Ascension Parish im US-amerikanischen Bundesstaat Louisiana. Sie liegt südöstlich von Gonzales.

## Geschichte
Laut Überlieferungen wurde der Ort nach einer Familie Saint Amant benannt, die vor einigen hundert Jahren in der Gegend siedelte. In einer Übersicht von Cameron Blevins und Richard Helbock wird ein Postamt Saint Amant erwähnt, das 1884 eröffnet wurde. In einer weiteren Veröffentlichung wird 1895 auf die Ortschaft hingewiesen in dem Zusammenhang, dass hier keine Eisenbahnverbindung existiert. Saint Amant entwickelte sich über die Jahre hinweg zu einem Farm- und Handelszentrum. Vor allem nach dem Zweiten Weltkrieg wuchs die wirtschaftliche Bedeutung.

## Bildungswesen
Im Ort können Kinder und Jugendliche folgende Schulen besuchen:
- St. Amant High School
- St. Amant Middle School
- St. Amant Primary School

## Persönlichkeiten
- Toni Rodriguez (* 1996). Beachvolleyballspielerin